# Острів (Івано-Франківський район)
О́стрів — село в Івано-Франківському районі Івано-Франківської області. Входить до складу Галицької міської громади.

## Історія
Згадується 7 березня 1441 року у книгах галицького суду.
Власником маєтку в селі був Евстахій Януарій Матеуш Рильський (Сцібор-Рильський, 1817—1899) — посол Галицького крайового сейму і Райхсрату, чиїм приятелем був Кароль Шайноха.

## Релігія
У селі діє парафія Української Греко-Католицької Церкви «Покрови Божої Матері». Керівник — Гургула Іван Степанович, дата реєстрації — 15 жовтня 1991 року.

## Економіка
Діє фермерське господарство «АС», яке вирощує зернові та технічні культури; керівник — Савчук Андрій Іванович, зареєстроване 9.11.2005 року.

## Відомі люди
- отець Мох Рудольф — душпастирював у селі.[4]

### Народились
- український поет Ігор Гургула.

### Померли
- Трач Богдан Іванович — командир Станіславського ТВ-22 «Чорний ліс» УПА, лицар Бронзового хреста бойової заслуги УПА. Загинув біля села.